# Квалификације за Конкакафов шампионат 1981.
На такмичење је учествовало укупно 15 тимова Конкакафа. Тимови су били подељени у 3 зоне, на основу географских положаја, и то:
1. Северноамеричка зона је имала 3 тима. Тимови су играли један против другог по принципу код куће и у гостима. Победник групе и другопласирани ће се пласирати у финалну рунду.
2. Централноамеричка зона је имала 5 тимова. Тимови су играли један против другог по принципу код куће и у гостима. Победник групе и другопласирани ће се пласирати у финалну рунду.
3. Карипска зона је имала 7 тимова, који би били подељени у 2 групе - Група А је имала 4 тима, а Група Б је имала 3 тима. 2 тима у Групи А играла су у прелиминарној рунди, један против другог по принципу код куће и у гостима, а победник је прошао у групу А, 3 тима у свакој групи би тада играли један против другог по принципу код куће и у гостима. Победници група пласирали би се у финалну рунду.

## Земље учеснице
Петнаест тимова је регистровано за квалификације за Светско првенство 1982. Конкакафу су додељена два места за учешће на финалном делу Светског првенства, а расподела је ишла на следећи начин.

## Северноамеричка зона
| Pos | Тим              | О | П | Н | И | ГД | ГП | ГР | Бод. |
| --- | ---------------- | - | - | - | - | -- | -- | -- | ---- |
| 1   | Канада           | 4 | 1 | 3 | 0 | 4  | 3  | +1 | 5    |
| 2   | Мексико          | 4 | 1 | 2 | 1 | 8  | 5  | +3 | 4    |
| 3   | Сједињене Државе | 4 | 1 | 1 | 2 | 4  | 8  | −4 | 3    |

| Канада              | 1 : 1 | Мексико               |
| ------------------- | ----- | --------------------- |
| Мајк Стојановић 43’ |       | Хуан Антонио Луна 89’ |

| Сједињене Државе | 0 : 0 | Канада |
| ---------------- | ----- | ------ |
|                  |       |        |

| Канада                                        | 2 : 1 | Сједињене Државе |
| --------------------------------------------- | ----- | ---------------- |
| Роберт Иаруски 21’ · Бранко Шегота 42’ (пен.) |       | грег Виља 90’    |

| Мексико                                                                                         | 5 : 1 | Сједињене Државе      |
| ----------------------------------------------------------------------------------------------- | ----- | --------------------- |
| Уго Санчез 24’ · Адријан Камачо 31’, 55’ · Гиљермо Мендизабал 37’ · Хосе Луис Гонзалез Чина 40’ |       | Рик Дејвис 76’ (пен.) |

| Мексико               | 1 : 1 | Канада        |
| --------------------- | ----- | ------------- |
| Уго Санчез 75’ (пен.) |       | Гери Греј 87’ |

| Сједињене Државе     | 2 : 1 | Мексико        |
| -------------------- | ----- | -------------- |
| Стив Мојерс 31’, 65’ |       | Уго Санчез 40’ |

Канада и Мексико су се квалификовали за Конкакафов шампионат 1981.

## Централноамеричка зона
| Pos | Тим       | О | П | Н | И | ГД | ГП | ГР  | Бод. |
| --- | --------- | - | - | - | - | -- | -- | --- | ---- |
| 1   | Хондурас  | 8 | 5 | 2 | 1 | 15 | 5  | +10 | 12   |
| 2   | Салвадор  | 8 | 5 | 2 | 1 | 12 | 5  | +7  | 12   |
| 3   | Гватемала | 8 | 3 | 3 | 2 | 10 | 2  | +8  | 9    |
| 4   | Костарика | 8 | 1 | 4 | 3 | 6  | 10 | −4  | 6    |
| 5   | Панама    | 8 | 0 | 1 | 7 | 3  | 24 | −21 | 1    |

| Панама | 0 : 2 | Гватемала                                               |
| ------ | ----- | ------------------------------------------------------- |
|        |       | Улио Роберо Гомез Рендон 27’ · Хосе Емилио Митровић 49’ |

| Панама | 0 : 2 | Хондурас                                        |
| ------ | ----- | ----------------------------------------------- |
|        |       | Салвадор Бернандез 14’ · Алан Ентони Костли 85’ |

| Панама                   | 1 : 1 | Костарика      |
| ------------------------ | ----- | -------------- |
| Данијел Монтиљо Руиз 37’ |       | Омар Аројо 73’ |

| Панама                     | 1 : 3 | Салвадор                                                        |
| -------------------------- | ----- | --------------------------------------------------------------- |
| Рикардо Пасчал Чамберс 19’ |       | Хосе Мариа Ривас 16’ · Норберто Хуезо 75’ · Махико Гонзалез 82’ |

| Костарика                                    | 2 : 3 | Хондурас                                                         |
| -------------------------------------------- | ----- | ---------------------------------------------------------------- |
| Вилијам Именез 78’ (пен.) · Родолфо Миљс 81’ |       | Фернандо Булмес 29’ · Салвадор Бернардез 42’ · Роберто Бејли 67’ |

| Салвадор                                            | 4 : 1 | Панама              |
| --------------------------------------------------- | ----- | ------------------- |
| Махико Гонзалез 29’ 61’ 77’ · Хосе Мариоа Ривас 35’ |       | Данијел Монтиљо 27’ |

| Гватемала | 0 : 0 | Костарика |
| --------- | ----- | --------- |
|           |       |           |

| Хондурас | 0 : 0 | Гватемала |
| -------- | ----- | --------- |
|          |       |           |

| Салвадор | 2 : 0 (w/o) | Костарика |
| -------- | ----------- | --- |
|          |             | Костарика је одбила да путује у Салвадор из безбедносних разлога. ФИФА је доделила победу од 2 : 0 Салвадору. |

| Костарика                                        | 2 : 0 | Панама |
| ------------------------------------------------ | ----- | ------ |
| Омар Морера 14’ · Вилијам Именез Мора 48’ (пен.) |       |        |

| Гватемала | 0 : 0 | Салвадор |
| --------- | ----- | -------- |
|           |       |          |

| Гватемала                                                                       | 5 : 0 | Панама |
| ------------------------------------------------------------------------------- | ----- | ------ |
| Хосе Емилио Митровић · Хулио Роберто Гомез Рендон · селвин Пенант · Алан Велман |       |        |

| Хондурас                        | 1 : 1 | Костарика                |
| ------------------------------- | ----- | ------------------------ |
| Мијсес Томас Веласкез Торес 77’ |       | Омар Морера Барантес 33’ |

| Салвадор                                      | 2 : 1 | Хондурас                 |
| --------------------------------------------- | ----- | ------------------------ |
| Махико Гонзалез 9’ · Оскар Густаво Гереро 66’ |       | Хосе Роберто Фигероа 85’ |

| Костарика | 0 : 3 | Гватемала                                                                           |
| --------- | ----- | ----------------------------------------------------------------------------------- |
|           |       | Селвин Пенант 27’ · Оскар Енрике Санчез 64’ (пен.) · Хулио Роберто Гомез Рендон 88’ |

| Хондурас              | 2 : 0 | Салвадор |
| --------------------- | ----- | -------- |
| Роберто Бејли 23’ 66’ |       |          |

| Гватемала | 0 : 1 | Хондурас          |
| --------- | ----- | ----------------- |
|           |       | Роберто Бејли 71’ |

| Костарика | 0 : 0 | Салвадор |
| --------- | ----- | -------- |
|           |       |          |

| Хондурас                                                     | 5 : 0 | Панама |
| ------------------------------------------------------------ | ----- | ------ |
| Салвадор Бернардез 6’ 21’ 69’ · Хосе Роберто Фигероа 32’ 77’ |       |        |

| Салвадор      | 1 : 0 | Гватемала |
| ------------- | ----- | --------- |
| Норберто Уезо |       |           |

Хондурас и Салвадор су се квалификовали за Конкакафов шампионат 1981.

## Карипска зона

### Прелиминарно коло групе А
| Гвајана                                                                                          | 5 : 2 | Гренада                              |
| ------------------------------------------------------------------------------------------------ | ----- | ------------------------------------ |
| Гордон Брајтвајт 33’ (пен.) · Клајд Вотсон 50’ 87’ · Ештон Кантербери Тајлор 56’ · Клад Форд 57’ |       | Џуд Џулијен 15’ · Карлтон Белфон 17’ |

| Гренада                                   | 2 : 3 | Гвајана                                            |
| ----------------------------------------- | ----- | -------------------------------------------------- |
| Даглас Черубин 56’ · Џуд Мичел 87’ (пен.) |       | Клајд Вотсон 13’ 38’ · Ештон Кантербери Тајлор 16’ |

Гвајана  је била победник и са укупним скором од 8 : 4 је наставила такмичење у групи А.

### Група А
| Pos | Тим     | О | П | Н | И | ГД | ГП | ГР | Бод. |
| --- | ------- | - | - | - | - | -- | -- | -- | ---- |
| 1   | Куба    | 4 | 3 | 1 | 0 | 7  | 0  | +7 | 7    |
| 2   | Суринам | 4 | 2 | 1 | 1 | 5  | 3  | +2 | 5    |
| 3   | Гвајана | 4 | 0 | 0 | 4 | 0  | 9  | −9 | 0    |

| Куба                                         | 3 : 0 | Суринам |
| -------------------------------------------- | ----- | ------- |
| Рехино Делгадо 69’ · Роберто Переира 71’ 78’ |       |         |

| Суринам | 0 : 0 | Куба |
| ------- | ----- | ---- |
|         |       |      |

| Гвајана | 0 : 1 | Суринам            |
| ------- | ----- | ------------------ |
|         |       | Кенет Стјувард 22’ |

| Суринам                                                     | 4 : 0 | Гвајана |
| ----------------------------------------------------------- | ----- | ------- |
| [Јохан Лисберген 20’ 40’ · Рој Џорџ 22’ · Рикардо Калор 80’ |       |         |

| Куба              | 1 : 0 | Гвајана |
| ----------------- | ----- | ------- |
| Луис Ернандез 14’ |       |         |

| Гвајана | 0 : 3 | Куба                                                        |
| ------- | ----- | ----------------------------------------------------------- |
|         |       | Луис Ернандез 8’ · Роберто Еспиноза 17’ · Андрес Ролдан 18’ |

Куба се квалификовала на финелни део  турнира.

### Група Б
| Pos | Тим               | О | П | Н | И | ГД | ГП | ГР | Бод. |
| --- | ----------------- | - | - | - | - | -- | -- | -- | ---- |
| 1   | Хаити             | 4 | 2 | 1 | 1 | 4  | 2  | +2 | 5    |
| 2   | Тринидад и Тобаго | 4 | 1 | 2 | 1 | 1  | 2  | −1 | 4    |
| 3   | Холандски Антили  | 4 | 0 | 3 | 1 | 1  | 2  | −1 | 3    |

| Хаити                    | 2 : 0 | Тринидад и Тобаго |
| ------------------------ | ----- | ----------------- |
| Серж Криспин · Фриц Бобо |       |                   |

| Тринидад и Тобаго     | 1 : 0 | Хаити |
| --------------------- | ----- | ----- |
| Лирој Спен 55’ (пен.) |       |       |

| Хаити            | 1 : 0 | Холандски Антили |
| ---------------- | ----- | ---------------- |
| Карло Бревин 74’ |       |                  |

| Тринидад и Тобаго | 0 : 0 | Холандски Антили |
| ----------------- | ----- | ---------------- |
|                   |       |                  |

| Холандски Антили | 0 : 0 | Тринидад и Тобаго |
| ---------------- | ----- | ----------------- |
|                  |       |                   |

| Холандски Антили | 1 : 1 | Хаити           |
| ---------------- | ----- | --------------- |
| Глен Квидама 73’ |       | Серж Криспин 3’ |

Хаити се квалификовао на финелни део  турнира.